# Palgrave Macmillan
Palgrave Macmillan ist ein vorwiegend akademische Literatur im Bereich der Human- und Sozialwissenschaft publizierender Verlag mit Sitz in Basingstoke, Hampshire, England. Das Unternehmen repräsentiert eine über 170-jährige Verlagsgeschichte. In seiner heutigen Form wurde der Verlag 2002 durch Vereinigung von Macmillan Press und St Martin’s Press Scholarly and Reference gebildet, gehörte seit 2007 zur Verlagsgruppe Georg von Holtzbrinck (Macmillan Publishers) und gehört seit 2015 zum Zusammenschluss der Springer-Nature-Gruppe.

## Geschichte des Verlags
Der Name Palgrave wird abgeleitet von der Familie Palgrave, die eine lange Publikations-Zusammenarbeit mit Macmillan hat und höchstes Niveau in den Human- und Sozialwissenschaften erreichte. Bereits 1861 publizierte Macmillan den „Goldenen Schatz der besten Lieder und lyrischen Poeme der englischen Sprache“ von Francis Turner Palgrave, ein früherer Privatsekretär des späteren Premierministers William Gladstone. Dieses Buch wurde das Standardwerk auf diesem Gebiet. Die 150. Ausgabe, die Palgrave 2011 herausgab, erschien mit einem Vorwort der Poetin Carol Ann Duffy.
Macmillan publizierte ebenfalls Arbeiten des Vaters von Francis Turner Palgrave, Sir Francis Palgrave, der der Gründer des Public Record Office, d. h. des britischen Staatsarchives, war, als auch der drei Brüder von F.T. Palgrave: Sir Robert Harry Inglis Palgrave, der Banker sowie der Herausgeber des „The Palgrave Dictionary of Political Economy“ und auch Herausgeber von The Economist war. 1869 publizierte Macmillan die „Geschichte des House of Commons“ des damaligen Sekretärs (clerk) des House of Commons, Sir Reginald Francis Palgrave.

William Gifford Palgrave wiederum war ein brillanter Gelehrter, ordinierter Jesuit und Spion für Napoleon III. Er reiste inkognito, verkleidet als ein arabischer Arzt, durch die syrischen und saudi-arabischen Wüsten und schrieb ein zweibändiges Werk über seine Reisen und Abenteuer für Macmillan. Die „Erzählungen über eine Ein-Jahres-Reise durch Zentral- und Ostarabien“, veröffentlicht 1865, war das meistgelesene Buch über diese Region, bis die Beiträge von T. E. Lawrence erschienen.
St Martin’s Press wiederum wurde 1952 gegründet und war einer der zehn größten allgemeinen Verlage der USA. Die Zusammenarbeit hatte ebenfalls eine lange Tradition. 2000 wurden St. Martin’s Press Scholarly and Reference in den USA und Macmillan Press in Großbritannien verschmolzen, womit die beiden Verlage ihre verlegerischen Tätigkeiten vereinigten. Dieser neue Verlag wurde 2002 in Palgrave Macmillan umbenannt. 2007 kaufte die Holtzbrinck-Gruppe den Verlag und gliederte diesen 2009 in ihre Verlagsgruppe ein, die 2015 in der Springer-Nature-Verlagsgruppe aufging.

## Programm
Von akademischen Monographien und Büchern bis hin zu allgemeiner non-fiktionaler Literatur, Zeitschriften und elektronischen Medien ist Palgrave Macmillan ein anerkannter und mehrfach preisgekrönter Verlag. Nach eigenen Angaben gewannen 2012 insgesamt 27 Titel des Verlages Preise der Industrie.
Palgrave Macmillan vertreibt in den USA die Erzeugnisse von I.B. Tauris Publishers, Manchester University Press, Zed Books und Pluto Press.